# 구글 뉴스 자료실
구글 뉴스 자료실(Google News Archive)은 신문의 스캔된 아카이브와 웹상의 기타 신문 아카이브의 링크를 유, 무료로 제공되는 구글 뉴스의 확장이다.
일부 뉴스 아카이브는 18세기까지 볼 수 있다. 여러 연도의 뉴스를 선택하여 볼 수 있는 타임라인 뷰가 있다.

## 같이 보기
- 구글의 제품 목록